# MC5
MC5（エム・シー・ファイヴ）は、1960年代半ばから1970年代前半にかけて、アメリカ合衆国ミシガン州デトロイト市を拠点に活躍したロックバンド。結成はミシガン州のリンカーン・パーク。

## メンバー
- ウェイン・クレイマー（バンドリーダー/リードギター）(The New Order)2024年2月2日没[1]。

「ローリング・ストーンの選ぶ歴史上最も偉大な100人のギタリスト」において2003年は第93位、2011年の改訂版では削除された。
- フレッド・ソニック・スミス（リズムギター）(Sonic's Rendezvous Band)1994年11月4日没。

2人目の妻はパティ・スミス。「ローリング・ストーンの選ぶ歴史上最も偉大な100人のギタリスト」において2003年は第92位、2011年の改訂版では削除された。
- デニス・マシンガン・トンプソン（ドラム）(New Race)2024年5月8日没
- マイケル・デイヴィス（ベース）（Destroy All Monsters）2012年2月17日没
- ロブ・タイナー（ボーカル）1991年9月18日没
- ジョン・シンクレア（マネージャー）2024年4月2日没

## 経歴
共にR&Bファンで在り十代の頃よりの親友であったウェイン・クレイマー（リードギター）とフレッド・スミス（リズムギター）は1963年アメリカ合衆国ミシガン州のリンカーン・パークにてバンド活動を開始。
バンドの2枚目のアルバム『Back In The USA』ではチャック・ベリーの「バック・イン・ザ・USA」、リトル・リチャードの「トゥッティ・フルッティ」をカバーするなど、ベースとなるR&B志向は後の活動でも一貫して保たれている。 
デトロイトにてバンド活動を始め、しばらくした後、イギー・ポップ率いるストゥージズが登場する。MC5とストゥージズは兄弟バンド的な存在となり、過激なパフォーマンスとメッセージで後にパンク・ロックの第一人者と呼ばれる。MC5のメンバーはストゥージズのメンバーと親密な関係にあり、後にデストロイ・オール・モンスターズ（Destroy All Mosters）、ニュー・オーダー（The New Order）、ニュー・レース（New Race）等のバンドでも活動を共にした。
過激なパフォーマンスでも名を轟かせた。PAシステムが発達していない時期に何台ものアンプを使い爆音を響かせたことは有名である。当時では有り得ないステージ上の派手な衣装も印象的である。フレッド・スミスはスペースマン、ウェイン・クレーマーは顔を金色に塗り、ロブ・タイナーは巨大なアフロで登場する様であった。'60年代にすでに過激な衣装で登場していた先駆者であったためか、デニス・トンプソンは後の派手な衣装で有名になったバンドをかなり皮肉っており、特にキッスを「Fuck KISS」（キッスはしょうもない）と罵っている。 
また『Kick Out The Jams』の冒頭で聞けるように、卑語である「マザーファッカー」をステージ上で絶叫したりしていた。観客の熱狂も比類なきものであったといわれた。
マネージャーのシンクレアはホワイトパンサー党の創設者として知られており、政治的姿勢も明確にし、ヒッピーのブームに浮かれる世情と真っ向から対立した。反政治的（反体制的?）な活動をしていたMC5は、1968年8月25日のシカゴのリンカーン・パークで行われた“Festival of Life” において、悪名高いバンドとして警察からコンサートを中止させられそうになった。コンサートはそのまま続行されたが、終了後シカゴより逃げるようにデトロイトに帰ったという。当時のMC5は危険なバンドとしてFBIにもマークをされていたといわれる。
また子供に悪影響を及ぼす等の理由によりしばしば、レコード店より販売の拒否、またはレコードの撤去をされたという事実もある。MC5は当時のデトロイトの大衆紙の1ページ全面で大々的に大手ハドソン・デパートを皮肉り 「KICK OUT OF THE JAMS, MOTHERFUCKER! and kick in door if the store won't sell you the album FUCK HUDSON'S!」とレコードレーベルのエレクトラ・レコードのロゴマークと共に書き込んだ。激怒したハドソン側がエレクトラのレコードを全て撤去、販売を中止したという事件もある。多大な被害を受けたのは所属レコード会社・エレクトラであった。指摘された「～　MOTHERFUCKER!～」の一節を差し替えた改訂版が米国国内盤として1980年代以降しばらく流通した。日本国内LP盤は1980年代の廉価シリーズでの再発売も初回音源テープを使用した。
1972年に解散したが、2002年に再結成。再結成後は死去した二人のメンバーを除いた3人のラストネームのイニシャルを取りDTK/MC5（Michel Davis, Dennis Thompson, Wayne Kramer)という名前で活動している。ボーカルにはその時々に、マッドハニーのマーク・アームや、元ガンズ・アンド・ローゼズのギルビー・クラーク、ベルレイズのリサ・ケカウラ等をゲストボーカルに呼んでいる。また、同年USA VH1のTVプログラム「MC5: Sonic Revolution 2004」でも放送されたように、現在はメンバーはバンド活動の他にプロデューサー活動も行っている。
2024年4月21日、米国・Rock & Roll Hall Of Fameより、2024年度『ロックの殿堂 ミュージカル・エクセレンス・アワード』に選出された。
2024年5月8日、トンプソンが心臓発作で死去、享年75歳。これにより事実上バンドは終了した。
2024年10月18日、かつて『We Are All MC5』というタイトルだったアルバム『Heavy Lifting』がリリースされた。

## その他
- バンド名の由来は、一般にMotor City Fiveの略とも、自動車部品の品番の名称に似せたとも言われるが、実は特に形式ばった略語ではなく何にでもあてはまるように、と付けられた名前らしい。MC5のドキュメンタリー映画「A True Testimonial」(2002)の中で、ウェイン・クレイマーは「簡単に呼びやすいような語感を意図した」と語っている。

- 最初の活動時はけっして大きな商業的成功を収めなかったが、後のハードロック、パンク・ロックの始祖として高いリスペクトを得るようになった。2枚目のアルバム『Back In The USA』内の曲「Looking At You」をカバーしたダムドをはじめ、モーターヘッド、ヘラコプターズ等に多大な影響を与えている。同じデトロイト出身のジャック・ホワイト（ザ・ホワイト・ストライプス等）は「幼少の頃はMC5の音楽で育った」と語っている[要出典]（ザ・ホワイト・ストライプスとして「Looking At You」のカバーも行っている）。

## ディスコグラフィー
- Kick Out The Jams (Elektra) 1969年　ライヴ盤
- Back In The USA (Atlantic) 1970年
- High Time (Atlantic) 1971年

活動中発表されたオリジナル・アルバムは以上3作のみ。

他ライブ、編集盤多数。